# مايكل سكوت (ذا أوفيس)
مايكل غاري سكوت هو شخصية قصصية في مسلسل ذا أوفيس إنتاج شركة إن بي سي، أداها الممثل ستيف كارل بالاستناد إلى ديفيد برنت من النسخة البريطانية للمسلسل. مايكل هو الشخصية المركزية في المسلسل، يعمل مديرًا إقليميًا لفرع شركة توزيع ورق في سكرانتون والمعروفة باسم دندر ميفلين من الموسم الأول حتى الموسم السابع. ولكن يترك دندر ميفلين خلال تلك المدة مؤقتًا من أجل إنشاء شركة مايكل سكوت بيبر كومباني بالتعاون مع بّام بيزلي وراين هاورد في نهاية الموسم الخامس ويشترك مع جيم هالبّرت في منصب المدير خلال أحداث الموسم السادس من حلقة «الاجتماع» حتى حلقة «المدير والبائع». وفي نهاية الموسم السابع، اقترح على ممثل الموارد البشرية هولي فلاكس الانتقال إلى كولورادو من أجل رعاية والديها المسنين، تاركًا منصب المدير لديانجيلو فيكرز في حلقة «وداعًا، مايكل»، إلى أندي برنارد في الموسم الثامن، بعد أن أُصيب فيكرز بموت الدماغ، وفي النهاية إلى دوايت شروت في الموسم التاسع.

## تجارب الأداء
كُيفت جميع شخصيات السلسلة الأصلية للإصدار الخاص بالولايات المتحدة. اقترحت تريسي ماكلولين مصممة البرامج في شبكة إن بي سي للمنتج بين سيلفرمان أن يؤدي بول جياماتي دور مايكل سكوت، لكن الممثل رفض. ذُكر أيضًا إبداء مارتن شورت، وهانك أزاريا، وبوب أودينكيراك اهتمامًا من أجل أداء الدور. في يناير 2004، تحدثت مجلة فارايتي أن ستيف كارل من برنامج كوميدي سنترال الشهير ذا ديلي شو مع جون ستيوارت، يجري محادثات للعب الدور. في ذلك الوقت، كان كارل ملتزمًا بالفعل بكوميديا أخرى بديلة في منتصف موسم إن بي سي «كام تو بّابّا». وبسبب عدم توفر كارل، اختير بوب أودينكرك من أجل تأدية دور مايكل سكوت وكان جزءًا من طاقم الممثلين التنفيذيين المقدمين إلى إن بي سي. ومع ذلك، أُلغي برنامج «كام تو بّابّا» بسرعة، ما سمح لكارل بالالتزام مع ذا أوفيس. صرح كارل لاحقًا أنه لم يرَ سوى نصف الحلقة التجريبية الأصلية من المسلسل البريطاني قبل اختباره. لم يستمر في المشاهدة خوفًا من أنه سيبدأ في نسخ خصائص جرفيس (بطل النسخة البريطانية). في التعليق على حلقة «ذا بايلوت»، يقول المخرج «كين كوابيس» إن عدم معرفة كارل بالنسخة البريطانية من ذا أوفيس وتجربتهم في العمل معًا في ووتشينغ إلي ساعدت في تصويره دور سكوت بهذا الشكل.
ساعد دوران مساندان في بعض الأفلام على جذب انتباه الجماهير: بروس الخارق، الذي يلعب فيه كارل دور إيفان باكستر (منافس متكبر لشخصية جيم كاري)، الذي يظهر مزيجًا من روح الدعابة أثناء مشاركته في نشر الأخبار في «المذيع: أسطورة رون بورغاندي»، يلعب كارل شخصية إخبارية أخرى، رجل الطقس البطيء بريك تاملاند. على الرغم من عرض المسلسل لأول مرة في التصنيف المتوسط، فإن إن بي سي جددته لموسم آخر بسبب النجاح المتوقع لفيلم كارل «ذا 40 يير أولد فيرجن»، وحقق نجاحًا لاحقًا في التصنيف. فاز كارل بجائزة غولدن غلوب وجمعية نقاد التلفزيون في عام 2006 على دوره. رُشح أيضًا لجائزة الإيمي في الأعوام 2006 و2007 و2011 عن عمله في المسلسل. على الرغم من أن «ذا 40 يير أولد فيرجن» حقق نجاحًا مفاجئًا، كشف كارل في مقابلة مع مجلة إنترتينمنت ويكلي أن ما من خطط لديه تتضمن ترك ذا أوفيس. ومع ذلك، ذكر في مقابلة مع راديو بي بي سي راديو 5 لايف فيلم ريفيو، في مقابلة معه أن وقته في المسلسل سينتهي على الأرجح بعد انتهاء عقده بعد الموسم 7. وأُكد الخبر لاحقًا في 28 يونيو 2010 ، عندما أكد كارل أن الموسم السابع من العرض هو آخر موسم له بعد انتهاء عقده مع إن بي سي.